# Delavska hranilnica
Delavska hranilnica, d. d., Ljubljana (kratica DH) je slovenska finančna ustanova s sedežem uprave v Ljubljani. Ustanovljena je bila leta 1990 v okviru ZSSS. S poslovanjem je začela leta 1991.

## Zgodovina

### 1990–2004
Delavsko hranilnico je novembra v okviru ZSSS ustanovilo 28 ustanovnih članov sindikatov, Zveza društev upokojencev Slovenije in Zveza delovnih invalidov Slovenije. Poslovati je začela februarja 1991. Leta 2000 se je Delavska hranilnica v skladu z zakonom o bančništvu (ZBan-3) preoblikovala v delniško družbo in pridobila dovoljenje za opravljanje plačilnega prometa.
S poznejšo pridobitvijo licenc za opravljanje osnovnih bančnih poslov je postala enakopraven bančni subjekt na slovenskem bančnem trgu. Vključila se je v jamstveno shemo bank in hranilnic ter postala članica Združenja bank Slovenije. Leta 2000 je pripojila Mariborsko hranilnico in posojilnico. Konec leta 2005 je bilo v hranilnici 35 zaposlenih, v poslovni mreži je imela pet poslovalnic, njena bilančna vsota je znašala 86 milijonov EUR.

### 2005–2016
V tem obdobju je hranilnica začela intenzivno širiti svojo poslovno mrežo. Poleg sindikalnega stebra lastništva se je širil tudi steber fizičnih oseb. Konec leta 2016 je imela hranilnica 297 zaposlenih. V poslovni mreži je bilo 38 poslovalnic, njena bilančna vsota je dosegla 999 mio EUR.

### 2017–2021
Delavska hranilnica se je ob uspešnem trženju svoje razvejane poslovne mreže usmerila v pospešen razvoj digitalnih kanalov, uvedbo novih bančno-zavarovalnih in leasing produktov in trženje vzajemnih skladov, s čimer je zaključila svojo preobrazbo v sodobno finančno ustanovo.
V letu 2019 je hčerinsko družbo Dh-Storitve preimenovala in preoblikovala v DH Leasing, družbo področja premičnin. Z rastjo obsega poslovanja je v letu 2021 oblikovala Skupino Delavska hranilnica, v katero sta vključeni hranilnica in družba DH Leasing.

## Nagrade in priznanja
- Najugodnejša banka 2020 (nagrada revije Moje finance, oktober 2020)[3]
- Najbolj zaupanja vredna blagovna znamka v kategoriji Banka za leto 2020
- Najbolj zaupanja vredna blagovna znamka v kategoriji Banka za leto 2021[4]

## Seznam sklicev
1. ↑  »Izkaznica«. www.delavska-hranilnica.si. Pridobljeno 4. aprila 2022.
2. 1 2  »Zgodovina«. www.delavska-hranilnica.si. Pridobljeno 4. aprila 2022.
3. ↑  »(izbor 2020) Katera banka ima najugodnejše stanovanjsko in potrošniško posojilo, najboljši depozit ter bančni paket«. Moje finance. Pridobljeno 4. aprila 2022.
4. ↑  »Trusted Brand | Mladinska knjiga«. www.mladinska-knjiga.si. Pridobljeno 4. aprila 2022.